# Florent Aziri
Florent Aziri (ur. 3 września 1988 w Mitrowicy) – niemiecki piłkarz pochodzenia kosowskiego.